# Julius Bahnsen
Julius Friedrich August Bahnsen (Tønder, 30 marzo 1830 – Lębork, 7 dicembre 1881) è stato un filosofo tedesco.
Bahnsen è di solito considerato il creatore della caratterologia e di un metodo di riflessione filosofica incentrato su d'una cosiddetta "reale dialettica", che ha stabilito nei suoi due volumi Contributi alla caratterologia (1867), e sviluppato in seguito, tra l'altro, con la sua opera principale La contraddizione della Conoscenza e l'Essere del Mondo (1880-1882).

## Biografia
Nato a Tondern (Tønder), Schleswig, nel 1830, ha iniziato a studiare filosofia e filologia a Kiel, sotto la guida di Gregor Wilhelm Nitzsch.
Dal 1849 ha combattuto come volontario contro la Danimarca nella prima guerra di Schleswig (1848-1851), ed è fuggito a Tubinga nel Regno di Württemberg dopo il disarmo dell'esercito Schleswig-Holstein nel 1850.
Qui ha ripreso a studiare filosofia e nel 1853 si è laureato sotto la guida di Friedrich Theodor Vischer, con un argomento relativo all'estetica.
Successivamente ha svolto vari impieghi come insegnante.
Nel 1862, Bahnsen ha acquisito un impiego presso un Progymnasium a Lauenburg (Lębork), Hinterpommern, dove ha vissuto fino alla sua morte.

## Opera filosofica
Gli studi più recenti collocano Bahnsen all'interno della cosiddetta Schopenhauer-Schule, ovvero la "Scuola di Schopenhuaer", Sebbene abbia conosciuto personalmente Schopenhauer e sia stato in rapporto epistolare con lui, dev'essere considerato un prosecutore di Schopenhauer e non un suo apostolo o un suo evangelista, e di conseguenza dev'essere annoverato tra gli esponenti della sua scuola lato sensu e non tra i componenti della sua scuola in senso stretto, ovvero come uno dei rappresentanti del gruppo dei Metafisici, assieme ad Eduard von Hartmann e a Philipp Mainländer. Di lui Hartmann scriveva addirittura che «egli deve essere riconosciuto come l’unico talento della scuola di Schopenhauer» e Nietzsche lo considerava un «filosofo originale ed originale della filosofia».
Come discepolo di Schopenhauer, Bahnsen ha osato, come del resto anche Eduard Von Hartmann, una contaminazione della dottrina del maestro con la dialettica hegeliana (che Bahnsen, però, ha accettato solo in quella che egli considerava la sua qualità astrattiva), che viene quindi a fondersi con il monismo di Schopenhauer.
Anche se, in questo contesto, l'irragionevole, omnicomprensiva volontà schopenhaueriana è ancora accettata come l'essenza del mondo, e come l'unica cosa reale (noumeno), tuttavìa egli non considera la volontà come la stessa all'interno di tutti gli individui, ma altrettanto molteplice come questi individui stessi.
In questo gioca un ruolo determinante il carattere esclusivo dell'individuo, ed è proprio quest'elemento caratteriale un dato caratteristico degli insegnamenti di Bahnsen, su cui si baseranno anche opere di filosofi come Ludwig Klages.
Su ciò Bahnsen si diffonde nei Contributi alla caratterologia (1867), così come nelle disquisizioni che svolge in Sul rapporto tra volontà e motivazione (1870) ed in Mosaici e Silhouettes (1877).
Per Bahnsen l'essenziale irragionevolezza cosmica, convoglientesi specificamente nell'umano, rende l'esistenza un fenomeno estremamente contraddittorio, in cui la presenza contemporanea di volontà multiple e contrapposte porterà queste ad attaccarsi e conflittualizzare a vicenda, con la conseguenza che la realtà, ed in particolare quella dell'uomo, consisterà in una continua lotta di contrasti materiali (di qui l'unica reale accezione di “dialettica”, per Bahnsen), lotta che per l'appunto all'interno di ogni individuo si troverà esasperata in un antagonismo insolubile di tensioni orientate in direzioni opposte e collidenti, e solo in una	coscienza illusoria si potrà pensare che esista una reale conciliazione quietante tra queste innumerevoli “unità volitive”.
Ora, dal momento che in ciò consiste la natura fondamentale del mondo ed è impossibile estinguere l'esistenza di questa contraddizione, se non estinguendo l'esistenza stessa, ne deriva che la legge fondamentale di questo mondo disvela, agli occhi di chi sappia realmente osservare, un vero e proprio “ordine mondiale tragico”.
Bahnsen ha sviluppato questo suo concetto di "reale dialettica", come "inconciliabilità di elementi compresenti", nell'opera Sulla filosofia della storia (1871), ed in particolare nella sua opera principale, cioè La contraddizione della Conoscenza e l'Essere del Mondo (1880-1882), che uscirà postuma.
In occasione dell'anniversario del giubileo della città di Tubinga, aveva anche pubblicato La tragedia come legge del mondo e l'umorismo come forma estetica della metafisica (1877).